# Insara tolteca
Insara tolteca är en insektsart som först beskrevs av Henri Saussure 1859.  Insara tolteca ingår i släktet Insara och familjen vårtbitare. Inga underarter finns listade i Catalogue of Life.